# 高階寛経
高階 寛経（たかしな の ひろつね、永仁2年（1294年） - 文和4年/正平10年12月28日（1356年1月30日））は、南北朝時代の公家。初名は従貞。従二位・高階重経の子。官位は正三位・右衛門権佐。

## 経歴
永仁7年（1299年）従五位下に叙爵。後二条朝では中宮権大進として中宮・徳大寺忻子に仕えたほか、木工頭や少納言を務めた。延慶元年（1308年）持明院統の花園天皇が践祚すると少納言を免ぜられ、官職を失う。
文保2年（1318年）大覚寺統の後醍醐天皇が即位すると、同年従四位下、元亨元年（1321年）従四位上、元徳元年（1329年）正四位下と昇進し、この間修理権大夫・右衛門権佐などを務めた。
その後の建武の新政での動静は明らかでないが、南北朝の分裂後は北朝に出仕したらしく、康永2年（1343年）従三位に叙せられて公卿に列し、貞和5年（1349年）正三位に至る。
文和4年（1355年）12月28日薨去。享年62。高階氏の氏人としては寛経が最後の公卿となった。

## 官歴
『公卿補任』による。
- 永仁7年（1299年） 正月5日：従五位下（馨子内親王当年御給）
- 時期不詳：従貞から寛経に改名
- 乾元元年（1302年） 2月28日：木工頭
- 徳治2年（1307年） 正月29日：越前権介。4月3日：中宮権大進（中宮・徳大寺忻子）。4月24日：従五位上
- 時期不詳：少納言
- 延慶元年（1308年） 9月17日：去少納言
- 延慶3年（1309年） 2月8日：正五位下
- 文保2年（1318年） 7月7日：従四位下
- 元亨元年（1321年） 2月11日：従四位上
- 嘉暦3年（1328年） 7月20日：修理権大夫
- 元徳元年（1329年） 8月4日：正四位下。10月10日：去権大夫
- 元徳2年（1330年） 3月1日：右衛門権佐。8月4日：去佐
- 康永2年（1343年） 4月12日：従三位
- 貞和5年（1349年） 12月21日：正三位
- 文和4年（1355年） 12月28日：薨去

## 系譜
『系図纂要』による。
- 父：高階重経
- 母：不詳
- 生母不詳の子女
  - 男子：高階茂経